# Rezerwat przyrody Kępa Wykowska
Rezerwat przyrody Kępa Wykowska – wodny rezerwat przyrody położony w powiecie płockim, w gminach: Gąbin, Słubice, Bodzanów i Słupno (województwo mazowieckie).
Został powołany zarządzeniem Ministra Ochrony Środowiska, Zasobów Naturalnych i Leśnictwa z dnia 2 listopada 1994 r. (M.P. z 1994 r. nr 58, poz. 496, rej. woj. nr 136). Obejmuje obszar wysp, piaszczystych łach oraz wód rzeki Wisły, o łącznej powierzchni 353,63 ha (akt powołujący podawał 248 ha). Wokół rezerwatu utworzono otulinę o powierzchni 231,18 ha.
Jest to rezerwat typu faunistycznego (PFn), podtypu ptaków (pt), utworzony w celu zachowania ze względów naukowych i dydaktycznych ostoi lęgowych rzadkich i ginących w Polsce ptaków siewkowatych: mew, rybitw i sieweczek.
Na mocy planu ochrony ustanowionego w 2018 roku, obszar rezerwatu objęty jest ochroną czynną. Nadzór nad rezerwatem sprawuje zastępca Regionalnego Dyrektora Ochrony Środowiska w Warszawie – Regionalny Konserwator Przyrody.
Rezerwat leży na terenie Nadwiślańskiego Obszaru Chronionego Krajobrazu oraz dwóch obszarów Natura 2000: specjalnego obszaru ochrony siedlisk „Kampinoska Dolina Wisły” PLH140029 i obszaru specjalnej ochrony ptaków „Dolina Środkowej Wisły” PLB140004. Sąsiaduje z dwoma innymi utworzonymi na Wiśle rezerwatami – od strony południowo-wschodniej z rezerwatem „Wyspy Białobrzeskie”, a od strony północno-zachodniej z rezerwatem „Ławice Troszyńskie”.